# 霍沃利
霍沃利（Howli），是印度阿萨姆邦Barpeta县的一个城镇。总人口15958（2001年）。

## 人口
该地2001年总人口15958人，其中男性8274人，女性7684人；0—6岁人口2295人，其中男1163人，女1132人；识字率62.51%，其中男性为68.96%，女性为55.57%。